# Rosine Laborde
Rosalie Henriette Bediez, connue comme Mlle Villaume, Mlle Villiomi à ces débuts, puis comme Rosine Laborde, épouse Dur-Laborde, née le 1er avril 1824 à Paris et morte le 1er septembre 1907 à Chézy-sur-Marne, est une artiste lyrique et professeure de chant.

## Biographie
Ses parents sont attachés au théâtre de l'Opéra-Comique et voyant les dispositions précoces de leur enfant pour la musique, dirigent son éducation dans ce sens. La jeune Rosalie a successivement pour professeurs Adolphe Grognier, ténor léger et Mocker. Elle est admise au Conservatoire de Paris, le 23 décembre 1833. Elle reçoit des leçons de Panseron, et obtient le 2e prix de solfège en 1836 et le premier l'année suivante.  
Au mois de juin 1839, Mlle Villaume perd la voix et doit quitter le conservatoire ; elle continue ses études musicales avec un nouveau maître, Pierinarini, et lorsque sa voix lui revient elle obtient une audition à l'Opéra-Comique. Le 24 septembre 1840 un engagement de trois ans est signé. Mlle Villaume débute le 10 décembre 1840 à l'Opéra-Comique dans le rôle d'Isabelle dans Le Pré aux Clercs. 
L'année suivante, sous le nom de Villiomi, elle passe  au Théâtre italien de Paris. Elle apparaît pour la première fois, le 15 janvier 1841, dans le rôle de la reine Amaltea de Moïse et Pharaon. 
Deux ans après, elle passe au théâtre de Gand, ses débuts ont lieu le 8 novembre 1842 dans Lucie de Lammermoor, opéra qu'elle chante pour la première fois en français. En mai 1843, elle fait sa première apparition sur la scène au théâtre de La Monnaie, à Bruxelles dans Lucie. Le 22 août de la même année, elle épouse  le ténor Jean-Auguste Dur-Laborde. Elle tient l'emploi de chanteuse légère à la fois dans le grand opéra et l'opéra-comique jusqu'en 1848. 
Engagée à l'Opéra de Paris, elle débute le 8 avril 1849 dans le rôle de Marguerite des Huguenots , jouant ensuite Lucie et Le Rossignol de Louis-Sébastien Lebrun et créant le rôle de Nephté dans L'enfant prodigue d'Auber. Elle chante le répertoire : Robert le Diable, La Muette, Guillaume Tell, Moïse et Pharaon, le Comte Ory, tout en remportant des succès dans les concerts. Elle crée un rôle dans Pantagruel de  Théodore Labarre, en 1855, dont l'unique représentation est un scandale. 
Puis, après sept années passées à l'Opéra, Rosine Laborde entreprend, une carrière dite « italienne » à l'étranger dans Norma, Martha, La Somnambule, Le Barbier de Séville. Elle se fait applaudir à La Scala de Milan, Barcelone, Rio de Janeiro, New York, Boston, Philadelphie, Berlin, Stettin, Riga, à Moscou.
Vers 1865,  elle fait ses adieux à la scène pour revenir se fixer à Paris, 66 rue de Ponthieu et pour se consacrer à l'enseignement où elle se classe au premier rang, produisant nombre d'artistes distinguées comme Lucy Arbell, Emma Calvé, Marie Delna, Jeanne Gerville-Réache, Jane Mérey, Meyrianne Héglon.
Elle est inhumée au cimetière de Passy  (11e division). Le buste de la cantatrice a été sculpté par Paul Landowski.

## Écrits
- Méthode de chant, Paris, Henry Lemoine, 1899, 151 p. (lire en ligne).

## Décorations
Officier de l'Instruction publique (Officier de l'Instruction publique)